# Olbernhau
Olbernhau é uma cidade da Alemanha localizada no distrito de Erzgebirgskreis, região administrativa de Chemnitz, estado da Saxônia.

## Ligações externas

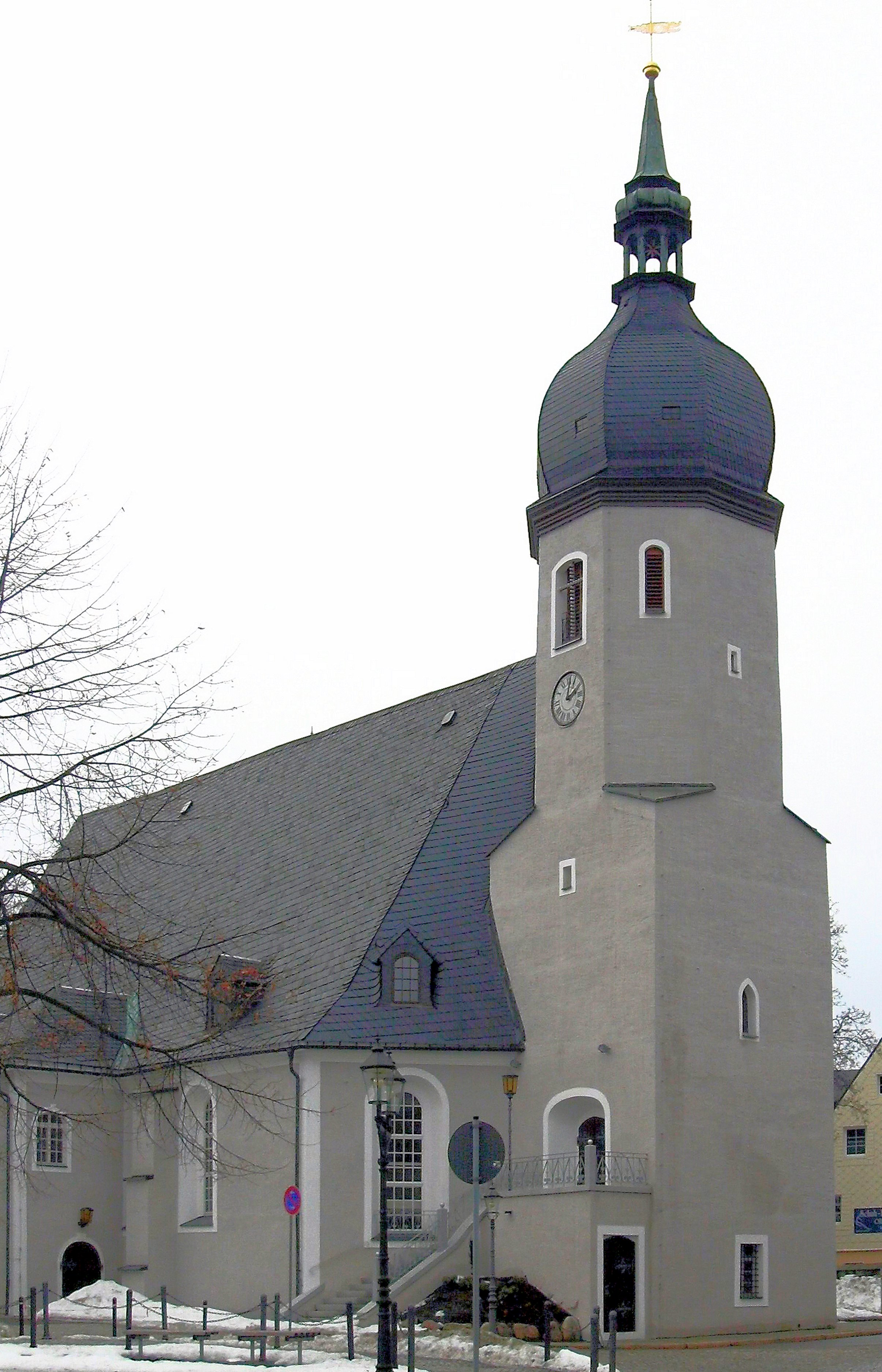
Igreja evangélica de Olbernhau